# Hoekexcentriciteit

Hoekexcentriciteit en lineaire excentriciteit. Merk op dat OA=BF=a.

De hoekexcentriciteit {\displaystyle \alpha } is een van de vele parameters voor het karakteriseren van een ellips of een ellipsoide. De hoekexcentriciteit kan gedefinieerd worden in termen van de excentriciteit e, of de beeldverhouding b/a (de verhouding van de halve korte as en de halve lange as).
{\displaystyle \alpha =\arcsin(e)=\arccos \left({\frac {b}{a}}\right).}
De term 'hoekexcentriciteit' is een verouderd begrip dat tegenwoordig niet of nauwelijks meer gebruikt wordt, maar vooral voorkomt in oudere literatuur over wiskunde, geodesie en kaartprojectie.
Elke dimensieloze parameter van de ellips kan uitgedrukt worden in de hoekexcentriciteit. De onderstaande tabel geeft voor de gebruikelijke parameters de uitdrukking in de halve assen en de hoekexcentriciteit.
| (eerste) excentriciteit | {\displaystyle e}   | {\displaystyle {\frac {\sqrt {a^{2}-b^{2}}}{a}}}           | {\displaystyle \sin(\alpha )}                                         |                                                                                                |
| tweede excentriciteit   | {\displaystyle e'}  | {\displaystyle {\frac {\sqrt {a^{2}-b^{2}}}{b}}}           | {\displaystyle \tan(\alpha )}                                         |                                                                                                |
| derde excentriciteit    | {\displaystyle e''} | {\displaystyle {\sqrt {\frac {a^{2}-b^{2}}{a^{2}+b^{2}}}}} | {\displaystyle {\frac {\sin(\alpha )}{\sqrt {2-\sin ^{2}(\alpha )}}}} |                                                                                                |
| (eerste) afplatting     | {\displaystyle f}   | {\displaystyle {\frac {a-b}{a}}}                           | {\displaystyle 1-\cos(\alpha )}                                       | {\displaystyle 2\sin ^{2}\left({\frac {\alpha }{2}}\right)}                                    |
| tweede afplatting       | {\displaystyle f'}  | {\displaystyle {\frac {a-b}{b}}}                           | {\displaystyle \sec(\alpha )-1}                                       | {\displaystyle {\frac {2\sin ^{2}({\frac {\alpha }{2}})}{1-2\sin ^{2}({\frac {\alpha }{2}})}}} |
| derde afplatting        | {\displaystyle n}   | {\displaystyle {\frac {a-b}{a+b}}}                         | {\displaystyle {\frac {1-\cos(\alpha )}{1+\cos(\alpha )}}}            | {\displaystyle \tan ^{2}\left({\frac {\alpha }{2}}\right)}                                     |